# Quảng Bình
Quảng Bình ist eine Provinz im zentralen Vietnam (Bắc Trung Bộ), 500 km südlich von Hanoi. Ihre Hauptstadt ist Đồng Hới. Die Provinz hat eine Fläche von 8051,8 km². Im Jahr 2004 lebten dort 831.600 Menschen.
In Quảng Bình liegt der Nationalpark Phong Nha-Kẻ Bàng. Aus der Provinz stammen Võ Nguyên Giáp sowie Ngô Đình Diệm.

## Administrative Gliederung
Die Provinz Quảng Bình besteht aus sechs Kreisen und zwei kreisfreien Städten.
- Đồng Hới (Stadt)
- Ba Đồn (Stadt)
- Lệ Thủy
- Quảng Ninh
- Quảng Trạch
- Bố Trạch
- Tuyên Hóa
- Minh Hóa